# 히카르지뉴
히카르두 루이스 포지 호드리게스(Ricardo Luiz Pozzi Rodrigues, 1976년 5월 23일 상파울루 ~ )는 흔히 히카르지뉴(Ricardinho)라는 이름으로 알려져 있는 브라질의 전 축구 선수로, 포지션은 미드필더였다.
과거 파라나 클루베와 지롱댕 보르도, 코린치안스, 상파울루, 미들즈브러, 산투스, 베식타시 JK, 알라얀, 아틀레치쿠 미네이루 소속으로 뛴 적이 있으며 2002년 FIFA 월드컵과 2003년 FIFA 컨페더레이션스컵, 2006년 FIFA 월드컵에서 브라질 대표로 출전했다.